# Hiromi Hara
Hiromi Hara (原 博実, Hara Hiromi), né le 19 octobre 1958 dans la préfecture de Tochigi, est un footballeur japonais, qui est désormais entraîneur de football. Il est surnommé "Asian Nuclear Warhead".

## Biographie
En tant qu'attaquant, Hiromi Hara est international japonais à 75 reprises (1978-1988) pour 37 buts, lui permettant d'être le troisième meilleur buteur de la sélection. 
Joueur de Mitsubishi Heavy Industries, il est champion du Japon en 1982, remporte la supercoupe du Japon 1983 et une Division 2 en 1990.
Il entame par la suite une carrière de manager : entraîneur d'Urawa Red Diamonds de 1998 à 1999, il ne réussit pas à imposer son style. Avec le FC Tokyo (2002-2005 et 2007), il remporte la Coupe de la Ligue japonaise de football 2004. Il est aussi pendant deux matchs le sélectionneur du Japon, en août 2010, dans l'attente d'un sélectionneur étranger, remportant ces deux matchs d'intérim (Paraguay et Guatemala).